# Aki no kanade
Aki no kanade (アキの奏で?) è un film d'animazione giapponese prodotto dallo studio J.C. Staff per il progetto Anime Mirai 2015. Diretto da Youhei Suzuki, l'anime si inserisce nelle lista di titoli appositamente animati grazie ai fondi dell'Agenzia per gli Affari Culturali del governo giapponese nel 2014  e che prevedono di essere impiegati per l'allenamento di giovani animatori. Assieme agli altri tre titoli prodotti nello stesso anno, il film è stato trasmesso per la prima volta al Tokyo Anime Award Festival il 22 marzo 2015.

## Trama
Aki suona il tamburo tradizionale taiko, sua grande passione. Un giorno riceve una chiamata dal suo vecchio professore Yoshioka, che le chiede se può tornare al suo paese d'origine ed insegnare il taiko ai suoi alunni in vista del festival locale. La ragazza, sebbene indecisa perché non reputandosi capace di insegnare, accetta e torna a Kariyama. Trova il paese molto cambiato: più popolato e più grande e soprattutto inglobato dalla città vicina Mitomi; il fatto sta via via facendo perdere l'identità culturale del paese e perciò gli alunni della scuola superiore tengono ad esibirsi in uno spettacolo prima della chiusura dell'istituto a favore di quello di Mitomi.
L'incontro con i volonterosi studenti riporta Aki ai suoi anni di scuola, il suo primo incontro col taiko, l'amore per la musica che la accompagna da una vita e la lotta col padre che non l'ha mai sostenuta nei suoi studi musicali. Il giorno della manifestazione durante il festival matsuri di Kariyama, assieme ad Aki e gli studenti si esibiscono il professore Yoshioka, gli amici Naoto, Megumi e Akane; ma la sorpresa più grande è per Aki scorgere tra il pubblico proprio suo padre.

## Personaggi
Aki Miyagawa  ( 宮川アキ ?,  Miyagawa Aki)
Doppiata da Rina Satou
 Michio Yoshioka ( 宮川アキ ?, Yoshioka Michio)
Doppiato da Kenji Hamada
 Naoto Hayashida (吉岡道夫 ?, Hayashida Naoto)
Doppiato da Makoto Furukawa
 Megumi Okumura ( 奥村恵 ?, Okumura Megumi)
Doppiata da Rie Kugimiya
 Akane Matsumoto (松本あかね ?, Matsumoto Akane)
Doppiata da Mai Nakahara